# 篠田節子
篠田節子（1955年10月23日—），是日本推理小說作家。篠田節子畢業於東京學藝大學，畢業後在八王子市從事福利及教育工作。篠田節子於1990年憑《絲綢的變容》獲得小說昴新人獎出道。1996年憑《神座》獲山本周五郎獎，確認其作家地位。1997年，她憑《女人們的聖戰》獲得直木獎。2009年憑《虛擬儀式》獲得柴田煉三郎獎。